# Добромиль Андрій Васильович
Андрій Васильович Добромиль — капітан Збройних сил України, учасник російсько-української війни, що відзначився у процесі російського вторгнення в Україну в 2022 році.

## Життєпис
Андрій Добромиль народився 1993 року в місті Зборові Тернопільської області. Під час Революції гідності був заступником голови Штабу національного спротиву в Зборівському районі. У 2014 - 2015 роках він брав участь у військових діях на Сході України в артилерії: побував у Пісках, Широкиному, Дебальцево, Волновасі та інших гарячих точках Донбасу. Потім навчався в Академії сухопутних військ імені П. Сагайдачного.

## Нагороди
- орден «За мужність» III ступеня (2022) — за особисту мужність і самовіддані дії, виявлені у захисті державного суверенітету та територіальної цілісності України, вірність військовій присязі[2]..